# Osobnost české fotografie
Osobnost české fotografie je ocenění udělované každoročně od roku 2003 Asociací profesionálních fotografů České republiky.

## Osobnost české fotografie
- 2003 – Josef Koudelka
- 2004 – Jaroslav Anděl
- 2005 – Vladimír Birgus a Jan Mlčoch
- 2006 – Jiří Stach
- 2007 – Jindřich Štreit
- 2008 – Dana Kyndrová
- 2009 – Jan Reich
- 2010 – Viktor Kolář
- 2011 – Jan Pohribný
- 2012 – Dita Pepe
- 2013 – Eva Fuková
- 2014 – Jovan Dezort
- 2015 – Pavel Mára
- 2016 – Jaroslav Kučera
- 2017 – Libuše Jarcovjáková
- 2018 – Josef Koudelka
- 2019 – Libuše Jarcovjáková
- 2020 – Jaroslav Pulicar
- 2021 – Tomáš Pospěch
- 2022 – Roman Vondrouš
- 2023 – Jan Pohribný
- 2024 – Martin Wágner

## Osobnost české fotografie – za dlouhodobý přínos fotografii
- 2006 – Anna Fárová
- 2007 – Miroslav Vojtěchovský
- 2008 – Pavel Dias
- 2009 – Jiří Všetečka
- 2010 – Antonín Dufek
- 2011 – Jiří Hanke
- 2012 – Ivan Pinkava
- 2013 – Karel Kerlický
- 2014 – Antonín Kratochvíl
- 2015 – Zbyněk Illek
- 2016 – Jiří Havel
- 2017 – Markéta Luskačová
- 2018 – Bohdan Holomíček
- 2019 – Zdeněk Lhoták
- 2020 – Josef Moucha
- 2021 – Karel Cudlín
- 2022 – Daniela Mrázková
- 2023 – Tono Stano
- 2024 – Pavel Scheufler